# Pine Bluffs
Pine Bluffs és una població dels Estats Units a l'estat de Wyoming. Segons el cens del 2000 tenia 1.153 habitants.

## Demografia
Segons el cens del 2000, Pine Bluffs tenia 1.153 habitants, 482 habitatges, i 332 famílies. La densitat de població era de 137,8 habitants/km².
Dels 482 habitatges en un 30,1% hi vivien nens de menys de 18 anys, en un 55,2% hi vivien parelles casades, en un 9,8% dones solteres, i en un 31,1% no eren unitats familiars. En el 28,2% dels habitatges hi vivien persones soles el 14,9% de les quals corresponia a persones de 65 anys o més que vivien soles. El nombre mitjà de persones vivint en cada habitatge era de 2,38 i el nombre mitjà de persones que vivien en cada família era de 2,9.
Per edats la població es repartia de la següent manera: un 27,3% tenia menys de 18 anys, un 5,6% entre 18 i 24, un 23,2% entre 25 i 44, un 25% de 45 a 60 i un 18,9% 65 anys o més.
L'edat mediana era de 41 anys. Per cada 100 dones de 18 o més anys hi havia 87,9 homes.
La renda mediana per habitatge era de 33.152 $ i la renda mediana per família de 40.417 $. Els homes tenien una renda mediana de 30.078 $ mentre que les dones 20.500 $. La renda per capita de la població era de 15.525 $. Entorn del 7,3% de les famílies i el 10,1% de la població estaven per davall del llindar de pobresa.

## Poblacions més properes
El següent diagrama mostra les poblacions més properes.